# 갑오·을미의병
갑오·을미의병(甲午·乙未義兵) 혹은 을미의병(乙未義兵)은 1895년에 명성황후가 일본에 의해 암살된 을미사변과 단발령에 반발한 유생들이 임금을 위하여 힘쓰고 임금을 위한 의리를 주장한다는 근왕창의(勤王倡義)를 내걸고 친일 내각의 타도와 일본 세력을 몰아내기 위해 일으킨 항일의병이다. 1896년 3월 이후 의병활동은 점차 누그러지고, 1896년 5월 24일 고종의 해산 칙유문(勅諭文) 발표로 을미의진은 대부분 해산했으나 경북 지역의 청송의진(靑松義陣) · 경주의진(慶州義陣) · 영덕의진(盈德義陣)은 서로 연합하여 8월까지 활동하였다. 